# Anthology: SST Years 1985-1989
Anthology: SST Years 1985-1989 è una compilation degli Screaming Trees, pubblicata nel 1991.

## Descrizione
Nella compilation trovano posto pezzi estratti dal primo EP (Other Worlds) e dai primi quattro album (Clairvoyance, Even If and Especially When, Invisible Lantern e Buzz Factory), tutti pubblicati dalla SST Records.

## Tracce
1. Barriers – 2:53
2. The Turning – 2:46
3. Other Worlds – 2:39
4. Transfiguration – 3:55
5. Don't Look Down – 2:55
6. Cold Rain – 3:36
7. In the Forest – 4:06
8. Back Together – 2:15
9. Other Days and Different Planets – 3:14
10. Walk Through to This Side – 2:34
11. Smoke Rings – 3:45
12. Ivy – 3:19
13. Grey Diamond Desert – 4:24
14. Night Comes Creeping – 3:54
15. Invisible Lantern – 3:04
16. Subtle Poison – 3:51
17. Windows – 2:42
18. Black Sun Morning – 5:01
19. Flower Web – 3:41
20. End of the Universe – 5:48
21. Where the Twain Shall Meet – 3:28

## Formazione
- Mark Lanegan - voce
- Gary Lee Conner - chitarra
- Van Conner - basso
- Mark Pickerel - batteria